# 源氏雑乱抄
『源氏雑乱抄』（げんじざつらんしょう）は、宗祇による『源氏物語』の年立についての注釈書。

## 概要
文明13年（1481年）9月以降の成立と見られる。宗祇が『種玉編次抄』の第二次本を完成させて三条西実隆に伝えた後更に考察を加えて整えた書であり、前半は種玉編次抄をそのまま収めている。その後に「宇治昇進雑乱」と題された三条西実隆による種玉編次抄を読んだ感想・批評文などが収められている。このように本書はその内容の半分以上が種玉編次抄そのものであるため本書自体が「種玉編次抄」の一異本とされることもある。

## 書名
「源氏雑乱抄」という本書の書名は源氏物語の「年立」の「雑乱」（乱れていること）について注釈した書という意味である。本書の「源氏雑乱抄」とは多くの伝本における外題であり、内題は「源氏雑乱之鈔」とされていることが多く、多くの伝本でその下に「宗祇註之」と付記されている。「抄」の字は「鈔」とされることもある。

## 伝本
本書の伝本は少なく、以下のようなものが確認されているに過ぎない。
- 東北大学図書館蔵本
- 小松島公民館本
- 吉永文庫本
- 狩野文庫本（外題「源秘抄」）